# Cymoptus waltheri
Cymoptus waltheri är en spindeldjursart som först beskrevs av Hartford Hammond Keifer 1939.  Cymoptus waltheri ingår i släktet Cymoptus och familjen Eriophyidae. Inga underarter finns listade i Catalogue of Life.